# 市原市立中央図書館
市原市立中央図書館（いちはらしりつちゅうおうとしょかん）とは、千葉県市原市更級に建てられた図書館である。隣には、YOUホールや更級公園や市原市急病センターがある。

## 概要
1991年（平成3年）11月27日に開館し、開館当初の蔵書数は約12万冊で、オンラインで接続する市内の他の図書館の蔵書と合わせて約32万冊の利用が可能であった。
また、開館に際しては、蔵書や施設面などで特色がないとの批判もあった。

## 年表
特記事項なき場合は、市原市立中央図書館 2017によった。
- 1990年（平成2年）
  - 3月27日 - 中央図書館着工[1]
- 1991年（平成3年）
  - 3月 - 中央図書館設置条例が公布
  - 4月25日 - 中央図書館竣工[1]
  - 5月15日 - 五井8182番地1に市原市立中央図書館が落成[11]。
  - 7月 - 管理運営規則が公布
  - 11月27日 - 市原市立中央図書館が開館[2]
- 1994年（平成6年）
  - 7月12日 - 入館者が50万人を突破する
- 2011年（平成23年）
  - 7月23日 - 区画整理事業に伴い住所が現在の更級5丁目1番地51に変わる

## 図書館サービス

### 開館時間・休館日
開館時間は午前9時30分から午後5時までである。ただし、祝日でない水曜日・金曜日は一般書コーナーに限って7時まで利用できる。
休館日は毎週月曜日・年末年始のほかに、月末図書整理日として月末にも休館する。祝日開館を実施しているが、祝日が月曜日と重なる時は休館する。
休館日
毎週月曜日
年末年始（12月29日 - 1月3日）
特別整理期間（年2回、1回につき15日以内）
月末図書整理日（月曜日・年末年始でない月末の平日）

### 貸出・返却
貸出には「図書利用カード」が必要となり、市原市在住者・在勤者・在学者がカードの発行を受けることができる。貸出点数は図書・雑誌が10冊まで、視聴覚資料は2点までとされている。カードは公民館図書室などでもそのまま使えるが、貸出点数も合算される。
返却は中央図書館だけでなく、公民館図書室でも行える。

## 建物
34億5000万円（ただし、図書整備費用などを含む）が投じられた、一部に鉄骨造を採用した鉄筋コンクリート造の3階建てである。利用者が利用可能なフロアは1階と2階の視聴覚コーナーのみで、2階の大部分・3階には閉架書架が置かれている。55万冊の図書を収蔵できる設計がとられている。

## 交通

### バス
運行会社は小湊鉄道塩田営業所。
五井駅東口4番乗り場から「保健センター・YOUホール前」下車。